# La isla bonita
Singles de Madonna
Open Your Heart
(1986) Who's That Girl
(1987)
La isla bonita [la ˈizla βoˈnita] est une chanson datant de 1986, de l'artiste américaine Madonna. Il s'agit du cinquième et dernier single, sorti le 25 février 1987, de l'album True Blue paru le 30 juin 1986 chez Sire Records. Initialement écrite comme une complainte, la chanson est d'abord proposée à Michael Jackson avant que Madonna l'accepte et réécrive les paroles avec l'aide de Patrick Leonard. La isla bonita est la première chanson de Madonna qui possède des influences hispaniques dans ses paroles et sa musique. Les paroles évoquent une « belle île » et sont un hommage à la beauté du peuple latino-américain d'après Madonna [réf. souhaitée].
La isla bonita devient un succès mondial en se plaçant au top des classements de singles britannique, allemand, français, belge et atteint la quatrième place du Billboard Hot 100 américain. Dans le clip, Madonna interprète deux personnages opposés, une fille pieuse, et une fille latino passionnée. Le style latino et la robe de flamenco rouge qu'elle porta durant le clip fut à l'origine d'une nouvelle mode pour les jeunes femmes. La chanson est une des plus chantées en live par Madonna, elle l'interpréta dans cinq de ses tournées mondiales, dont le Sticky & Sweet Tour de 2008-2009. Madonna a régulièrement interprété La isla bonita dans sa forme espagnole. La chanson a été reprise par de nombreux artistes, dont la chanteuse française Alizée dans son quatrième album, Psychédélices, sorti en 2007.

## Écriture et inspiration
La isla bonita est écrite par Patrick Leonard et Bruce Gaitsch. La chanson est d'abord écrite comme une complainte pour l'île mexicaine de San Pedro Nolasco. Elle est proposée à Michael Jackson pour son album Bad, qui, d'après Gaitsch, la refusa. Alors qu'elle travaille avec Leonard pour son album True Blue, Madonna accepte de la chanter à la place de Jackson et réécrit les paroles, elle est donc créditée comme coauteur. La chanson est la première de Madonna à avoir des influences espagnoles, allant jusqu'à introduire des paroles dans cette langue. Ce thème sera récurrent durant sa carrière et elle chantera par la suite d'autres chansons en espagnol ou sur le thème de l'Espagne comme Who's That Girl, Spanish Eyes, I'm Going Bananas, Veras (version espagnole de You'll See), Be Careful en duo avec Ricky Martin, Sorry, Lo que siente la mujer (version espagnole de What It Feels Like for a Girl) et Spanish Lesson sur l'album Hard Candy. Madonna décrit la chanson comme son hommage à la « beauté et au mystère du peuple d'Amérique latine ». Selon elle, « les rythmes latins dominent souvent nos compositions. [...] C'est comme si nous étions possédés. Nous pensons tous les deux que nous étions latinos dans une autre vie ».

## Composition
La isla bonita est une chanson pop de style espagnol. C'est un travail caractéristique qui résulte de la collaboration entre Madonna et Patrick Leonard. Le single mélange les sons de différents instruments comme des tambours cubains et de la guitare espagnole, des maracas et de l'harmonica et un mélange de tambours synthétisés et réels. La chanson est composée en Do mineur, sa signature rythmique est en 4/4 comme la plupart des chansons pop et son tempo est de 95 bpm. La tessiture du chant se situe entre Sol2 et Do4 (G3 et C5). La chanson commence par une introduction musicale au tambour cubain avant d'atteindre des sons de synthèses mélangés à de la guitare espagnole. Après le second refrain, il y a un interlude à la guitare et la voix de Madonna atteint le Sol majeur quand elle chante « I want to be where the sun warms the sky », puis descend en Do mineur sur « loves a girl ». Il y a ensuite un autre interlude, joué à l'harmonica, un dernier refrain qui s'achève sur un fondu enchainé avec la voix de Madonna prononçant les mots « El dijo que te ama ».
La phrase La isla bonita se traduit par La Belle Île en français. Dans la chanson, quatre lignes sont chantées en espagnol, un thème qui sera incorporé plus tard dans le single Who's That Girl. Les paroles commencent à décrire Madonna comme une touriste qui prie « that the days would last, they went so fast » simultanément isolée des autres personnes latinos « you can watch them go by ». Dans son livre Women and popular music, l'auteur Sheila Whiteley dit que le refrain met son accent sur le participe présent incantatoire « Tropical the island breeze, all of nature wild and free, this is where I long to be ». La chanson tire des connotations du suppliant avant son centrage explicite dans le refrain.
Le titre et la première ligne de La isla bonita font référence à une île nommée San Pedro, qui pour certains serait Ambergris Caye au Belize, car la chanson mentionne également le nom de San Pedro Town, une ville située sur cette île. Cependant, Gaitsch déclare qu'à cette période, Madonna passa du temps dans une ville américaine du même nom, et qu'elle et son mari Sean Penn sont bons amis avec un poète du nom de San Pedro et du romancier Charles Bukowski. Madonna elle-même ne s'est jamais exprimée sur ce point. Au lieu de cela, elle réfère la chanson à un hommage à l'Amérique Latine et à ses habitants, ainsi qu'à une île et à elle-même. En 2014, alors qu'elle travaille sur son 13e album studio avec le producteur Diplo, Madonna réenregistre La isla bonita avec de nouvelles paroles pour son projet Major Lazer.

## Accueil

### Critiques de la presse

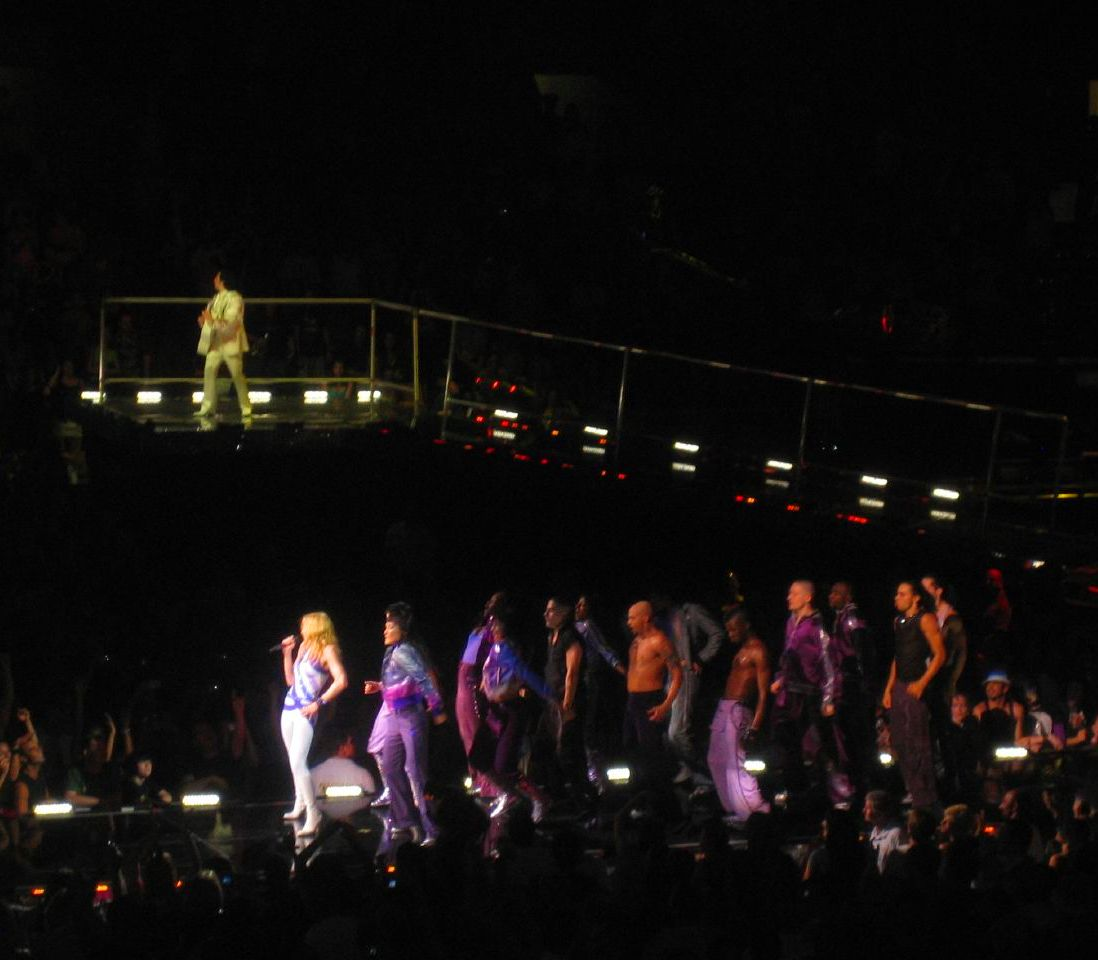
Madonna, vêtue d'un justaucorps violet-blanc chante La isla bonita suivie de ses danseurs durant le Confessions Tour.

Sal Cinquemani de Slant Magazine, dans une critique de l'album True Blue, déclare que la chanson est une des plus grandes, des plus influentes et des plus éternelles de Madonna. L'auteur et musicien Maury Dean, dans son livre Rock 'n' Roll Gold Rush, loue la chanson disant que « Madonna roucoule une berceuse espagnole. Une romance florale grésillante entre les abris confortables des palmiers. Des mélodies difficiles à ignorer pour la plupart des hommes ». Rikky Rooksby, auteur du livre The Complete Guide to the Music of Madonna, qualifie la chanson de « petit désir d'évasion ». Dawn Keetley, dans son livre Public Women, Public Words, estime qu'il s'agit d'une des chansons de Madonna les plus parfaites la capturant à l'intérieur d'une vie émotionnelle. William McKeen trouve que la chanson est « tranquille » et une « échappée imaginaire de type au-dessus des toits du grondement de la ville, une sorte de parfum latino doux que Blondie ne pourrait jamais résister »[Quoi ?]. Kevin Barnes de Creem écrit que la chanson n'est pas « Open Your Heart, mais sa qualité cadencente (déjà réfléchissante) transcende les clichés au sud des frontières ».
Jon Pareles de The New York Times dit que La isla bonita est une des chansons d'amour « amical » de Madonna. Don McLeese de Chicago Sun-Times pense que la chanson est la meilleure de l'album, ainsi que la plus mémorable. Pendant ce temps, Steve Morse de The Boston Globe pense qu'il s'agit d'une de ses « plus jolies » chansons. Joey Guerra de Houston Chronicle, pendant qu'il critique la tournée Sticky & Sweet Tour, qualifie la chanson de rétro authentique. Marty Racine, du même journal, estime que la chanson ressort de l'album. Los Angeles Daily News, lors d'un débat sur le style musical de Madonna, pense que La isla bonita est une chanson qui « pointe dans une direction d'accueil ».

### Performances dans les hits-parades
La isla bonita débute à la 56e place et monte à la quatrième place du Billboard Hot 100 en mars 1987. La chanson est le second numéro un du Adult Contemporary depuis Live to Tell en 1986. Elle devient le onzième top 5 consécutif de Madonna, un record seulement dépassé par The Beatles et Elvis Prestley, qu'elle dépassera plus tard avec son single 4 Minutes,. Le single a aussi du succès dans le Hot Dance Maxi Sales où elle arrive première. Elle termine en 58e position du classement annuel du Billboard en 1987. Au Canada, la chanson à la 74e du numéro RPM daté de la 4 avril 1987 et arrive à la première place dans sa dixième semaine le 6 juin 1987, restant vingt-cinq semaines dans le classement. Elle arrive en 22e position du classement RPM de l'année 1987.
La isla bonita est un tube international, se classant numéro un dans plusieurs pays comme au Royaume-Uni, en France et en Allemagne. Au Royaume-Uni, la chanson est n°1 du UK Singles Chart pendant deux semaines, devenant le quatrième numéro un de la chanteuse dans ce pays. Elle devient l'artiste féminine ayant eu le plus de singles classés numéro un dans l'histoire du classement britannique (un record que Madonna détient encore à ce jour). Ce titre est certifié disque d'argent par la British Phonographic Industry (BPI) pour la vente de 250 000 exemplaires. Selon l'Official Charts Company, la chanson s'est vendue à 435 000 exemplaires au Royaume-Uni. La isla bonita est le premier numéro un de Madonna en France, conservant cette position pendant trois semaines en juillet 1987. La chanson est certifiée disque d'or par le Syndicat national de l'édition phonographique (SNEP) pour la vente de 500 000 exemplaires. En Europe, elle devient le quatrième tube de True Blue, restant numéro un de l'Eurochart Hot 100 pendant trois semaines en 1987. La chanson atteint le sommet du classement en Suisse, Japon, Belgique et Autriche ainsi que le top 5 en Irlande, Norvège, Nouvelle-Zélande, Pays-Bas et Suède et le top 20 en Australie, Finlande et Italie.

## Clip vidéo
Le clip vidéo est tourné à Los Angeles le 14 mars 1987 et est dirigé par Mary Lambert, qui a déjà dirigé d'autres clips de Madonna dans les années 1980, incluant Borderline et Like a Prayer. Benicio del Toro apparaît sur la vidéo comme figurant. L'avant-première mondiale est diffusée sur MTV le 6 mars 1987. Elle commence en montrant des gens latinos dansant un barrio[Quoi ?] espagnol tandis que Madonna les regarde de sa fenêtre. Elle interprète deux personnages différents dans le clip : une femme catholique vêtue comme un garçon et une danseuse de flamenco portant une robe colorée. Les personnages sont assez opposés dans leurs descriptions, ce qui souligne deux décors différents pour les personnages. Premièrement, le vidéoclip montre une pièce peu décorée avec un autel et des photos de personnes hispaniques sur le mur. Madonna joue le rôle d'une fille pieuse au regard pâle portant une combinaison blanche avec des cheveux courts coiffés en arrière. Elle pleure dans sa chambre et ignore contre son gré l'invitation des personnes dans la rue pour les rejoindre. L'austérité et la passivité du premier personnage est cependant vivement contrasté avec la passion et l'activité du second. Madonna, dans cette séquence, porte une robe rouge extravagante et volumineuse de style espagnol avec un décolleté, une séparation médiane dans la robe et des œillets rouges dans ses cheveux. En complément de cet aspect passionnel, la seconde séquence montre une chambre rouge et claire avec des bougies et des chandeliers rouges. Tandis que la Madonna spirituelle et soumise regarde les latinos et prie dans sa chambre, l'autre, passionnelle, danse et quitte sa chambre pour rejoindre les autres dans la rue.
Tandis que les deux séquences semblent suggérer que les personnages de Madonna vivent dans le barrio et sont peut-être latinos toutes les deux, le portrait de Madonna dans la scène où elle danse (luxuriante, lumineuse, colorée) contraste avec les latinos dans la rue (vêtements peu usés). Elle danse autour et flirte même mais ne s'implique pas avec eux car la dernière scène montre Madonna danser vers la sortie de l'écran. La vidéo symbolise le lien entre la culture latino et le catholicisme. Les deux personnages symbolisent les côtés restreint et passionnel du catholicisme, dont l'auteur Rettenmund les [sic] décrit comme la prise [?] de Madonna sur la religion. Les hispaniques du clip sont représentés par des stéréotypes de gens sans soins dans le monde, d'adultes chômeurs, d'enfants qui sont privés d'école et un barrio croulant. Toutefois, les critiques apprécient le vidéoclip pour son utilisation de la mode hispanique comme une icône de la beauté et du romantisme. Colin McDanell, auteur du livre Material Christianity, note l'utilisation des objets catholiques par Madonna dans la vidéo comme les chandeliers et les sanctuaires, cela montre ainsi un nouveau sens selon elle. L'auteur Douglas Kellner remarque : « le 'multiculturalisme' et ses mouvements transgressifs culturels s'avèrent être des mouvements très fructueux qui la fait aimer son public jeune et varié ». Le look espagnol de Madonna dans la vidéo devient populaire et apparaît dans les tendances de mode de l'époque sous la forme de boléros et de jupes accesoirisées avec des chapelets et des croix comme dans le clip.

## Interprétations scéniques

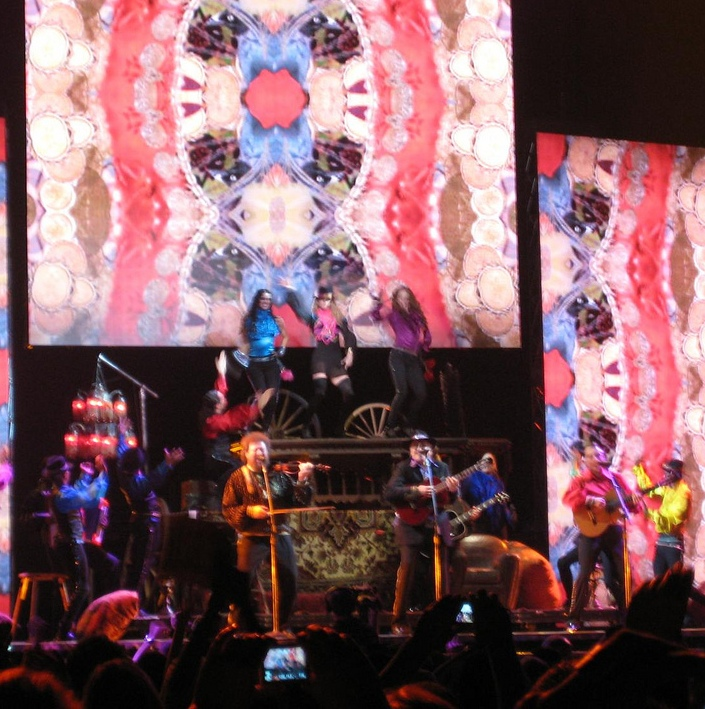
Madonna interprète La isla bonita dans le cadre du Sticky & Sweet Tour.

Madonna interprète La isla bonita dans la plupart de ses tournées : le Who's That Girl Tour en 1987, dans le Girlie Show en 1993, le Drowned World Tour en 2001, le Confessions Tour en 2006 et le Sticky & Sweet Tour en 2008-2009. Elle la chante aussi lors du concert caritatif Live Earth à Londres.
Durant le Who's That Girl, La isla bonita est interprétée comme partie du rappel. Madonna apparaît sur la scène dans une robe rouge clair comme dans le clip et chante avec ses choristes Niki Haris, Donna De Lory et Debra Parson. Une danse latino avec Angel Ferreira est aussi incluse. Deux interprétations de la chanson sont disponibles dans les vidéos Who's That Girl – Live in Japan, filmée à Tokyo le 22 juin 1987, et Ciao, Italia! – Live from Italy, filmée à Turin le 4 septembre 1987. Dans le Girlie Show, Madonna interprète encore la chanson après I'm Going Bananas. Après qu'elle est terminée cette chanson avec quelques mots espagnols elle commence La isla bonita. Madonna était vêtue d'une chemise rayée bleue et blanche tandis que Nikki et Donna portent une tenue similaire, mais en noir et rouge. Un des musiciens marche torse nu en jouant de la guitare acoustique. Durant son Drowned World Tour, Madonna interprète La isla bonita dans la partie Latine du concert, portant une robe noire de señorita et un pantalon, ses cheveux relevés vers l'arrière et joue une guitare sèche. Elle demande au public de la rejoindre tandis qu'elle chante « olé ola » avec la chanson.
Madonna interprète La isla bonita durant le concert caritatif Live Earth où elle est rejointe par des membres du groupe punk Gogol Bordello pour une version campagnarde folk de la chanson. Gogol Bordello l'accompagne précédemment dans le Confessions Tour où la chanson est jouée comme un remix dance/tribal avec des interruptions d'Eugene Hütz et Sergey Ryabstev de Gogol Bordello. Dans le Confessions Tour, Madonna apparaît sur scène dans un justaucorps violet et blanc et commence à chanter. Au milieu de la prestation, elle est rejointe par ses danseurs qui, derrière Madonna, marche tout le long de la scène tout en chantant le refrain. La prestation finit quand Madonna s'allonge sur la scène. Les écrans à l'arrière-plan montre un paradis tropical comme l'île de San Pedro mentionnée dans la chanson.
La chanson est ajoutée à nouveau à la programmation du Sticky & Sweet Tour en 2008-2009, dans le thème Gipsy du concert, mélangeant le groupe Arkady Gips et de la chanson Lela Pala Tute. Dans la performance, Madonna porte une robe courte moulante noire et des bottes à talons aiguilles avec des colliers et des chapelets roses fluorescents. Avec Lela Pala Tute, il y a une fête de rue méditerranéenne avec une danse grecque, une autre chanson gitane intitulée Doli, Doli et une performance de flamenco.

## Reprises

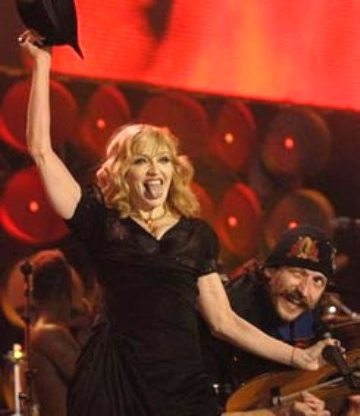
Madonna interprète La isla bonita lors du Live Earth.

En octobre 1986, avant la sortie single de ce titre par Madonna, Lucia (chanteuse espagnole) sort La isla bonita qui aura un succès d'estime notamment en discothèque[réf. nécessaire].
En 1990, sur leur album Wars, le groupe de rockabilly Happy drivers en fait une version « musclée »War.
La chanteuse française de pop Alizée reprend la chanson durant une émission de télévision en 2003. En 2008, une nouvelle version studio est enregistrée et incluse dans l'édition spéciale de son album Psychédélices, à Mexico. La chanson devient le premier top 10 d'Alizée au Mexique tandis qu'elle arrive deuxième dans son pays natal, la France. L'auteur-compositeur-interprète de folk psychédélique indien Jonathan Wilson enregistre une reprise pour la compilation hommage Through the Wilderness. Le groupe heavy metal américain System of a Down chante une partie de la chanson durant l'un de leurs spectacles en direct. En 1999, la chanteuse Deetah utilise plusieurs éléments pour son single El paraíso rico. La chanson est samplée par le rappeur Black Rob pour son single Spanish Fly (inclus dans son album Life Story) en duo avec Jennifer Lopez. Dans le refrain de la chanson, Lopez chante la partie qui sample La isla bonita. En 2004, le rappeur Ma$e l'échantillonne et l'interpole pour sa chanson My Harlem Lullaby. Une reprise est aussi réalisée par le groupe finlandais Twilight Guardians et apparaît sur l'album Sin Trade.
La chanson est reprise par Tasha pour la bande originale de Fast and Furious 4.
Dans un épisode des Griffin, The Father, the Son, and the Holy Fonz, quand ils discutent de Madonna à la fin, l'un des personnages, Peter Griffin, la qualifie de menteuse pour chanter un lieu inexistant (La isla bonita) déclarant qu'il ne le trouve pas sur une carte. Madonna et la chanson apparaissent dans la publicité japonaise Mitsubishi F-23 Hi-Fi Video, dans le cadre de son engagement commercial pour Mitsubishi à l'époque.
En 2005, le groupe Squeeze Up (feat Teishan et Rod Fame) a fait également une reprise dans une version Soca.
La isla bonita est également reprise en 2012 dans l'épisode 12 de la saison 3 de la série télévisée Glee par Ricky Martin (David Martinez) et Naya Rivera (Santana Lopez).
Samantha Fox reprendra également le titre avec la même bande son que l'original lors de la tournée des années 80 en France, en 2012. Le titre est disponible sur ITunes en 2016.
De plus la chanson a été reprise par la chanteuse Britney Spears en tant qu'inédit, la chanson se nomme Love to Love You.
La chanson Mamacita des Black Eyed Peas avec Ozuna et J. Rey Soul) (2020) emprunte la mélodie de son refrain à La isla bonita.

## Versions officielles
- Single 45 tours[55]

1. La isla bonita (Remix) – 3:58
2. La isla bonita (Instrumental Edit) – 4:20

- Single Maxi 45 tours[56]

1. La isla bonita (Extended Remix) – 5:28
2. La isla bonita (Instrumental) – 5:14

## Crédits[2]
- Madonna : paroles, production, chant
- Bruce Gaitsch : guitares (espagnole et acoustique)
- Patrick Leonard : programmation des batteries, claviers, paroles, production
- Johnathan Moffett : batteries
- Paulinho Da Costa : percussions
- Michael Verdick : mixage audio, ingénieur

## Classements et successions à la première place
| Pays                          | Meilleure position |
| ----------------------------- | ------------------ |
| Allemagne                     | 1                  |
| Australie                     | 6                  |
| Autriche                      | 1                  |
| Belgique                      | 3                  |
| Canada                        | 1                  |
| Espagne                       | 8                  |
| Union européenne              | 1                  |
| Finlande                      | 18                 |
| France                        | 1                  |
| Irlande                       | 2                  |
| Italie                        | 18                 |
| Japon                         | 1                  |
| Norvège                       | 5                  |
| Nouvelle-Zélande              | 5                  |
| Pays-Bas                      | 2                  |
| Royaume-Uni                   | 1                  |
| Suède                         | 3                  |
| Suisse                        | 1                  |
| États-Unis Billboard Hot 100  | 4                  |
| États-Unis Adult Contemporary | 1                  |

| Pays (1987)                              | Meilleure position |
| ---------------------------------------- | ------------------ |
| Autriche                                 | 6                  |
| Canada                                   | 22                 |
| Italie                                   | 94                 |
| Pays-Bas                                 | 13                 |
| Suisse                                   | 2                  |
| États-Unis                               | 58                 |
| États-Unis Hot Adult Contemporary Tracks | 34                 |
| États-Unis Hot Dance Music/Club Play     | 42                 |

| Pays        | Certification |
| ----------- | ------------- |
| Allemagne   | Or            |
| France      | Or            |
| Royaume-Uni | Argent        |

## Compléments